# محمد أباد (إستبهان)
محمد أباد (بالفارسية: محمدآباد) هي قرية تقع في منطقة رونيز في إيران. يقدر عدد سكانها بـ 1,268 نسمة.